# Abdel Hsissane
Abdel Malik Hsissane (Nîmes, 28 gennaio 1991) è un calciatore francese naturalizzato marocchino, centrocampista dello Stade Beaucairois.

## Caratteristiche tecniche
È un mediano.

## Carriera
Cresciuto nelle giovanili del Nîmes, ha esordito in prima squadra il 20 maggio 2011 in occasione del match di Ligue 2 perso 3-1 contro il Vannes.

## Statistiche

### Presenze e reti nei club
Statistiche aggiornate al 5 maggio 2018.
| Stagione        | Squadra         | Campionato      | Campionato | Campionato | Coppe nazionali | Coppe nazionali | Coppe nazionali | Coppe continentali | Coppe continentali | Coppe continentali | Altre coppe | Altre coppe | Altre coppe | Totale | Totale | Totale |
| Stagione        | Squadra         | Comp            | Pres       | Reti       | Comp            | Pres            | Reti            | Comp               | Pres               | Reti               | Comp        | Pres        | Reti        | Pres   | Reti   |        |
| --------------- | --------------- | --------------- | ---------- | ---------- | --------------- | --------------- | --------------- | ------------------ | ------------------ | ------------------ | ----------- | ----------- | ----------- | ------ | ------ | ------ |
| 2012-2013       | Nîmes 2         | CFA2            | 9          | 2          |                 | -               | -               |                    | -                  | -                  |             | -           | -           | 9      | 2      |        |
| 2013-2014       | Nîmes 2         | CFA2            | 4          | 0          |                 | -               | -               |                    | -                  | -                  |             | -           | -           | 4      | 0      |        |
| 2014-2015       | Nîmes 2         | CFA2            | 6          | 0          |                 | -               | -               |                    | -                  | -                  |             | -           | -           | 6      | 0      |        |
| 2010-2011       | Nîmes           | L2              | 1          | 0          | CF+CdL          | 0               | 0               |                    | -                  | -                  |             | -           | -           | 1      | 0      |        |
| 2011-2012       | Nîmes           | N               | 16         | 1          | CF+CdL          | 0+1             | 0               |                    | -                  | -                  |             | -           | -           | 17     | 1      |        |
| 2012-2013       | Nîmes           | L2              | 19         | 1          | CF+CdL          | 2+0             | 0               |                    | -                  | -                  |             | -           | -           | 21     | 1      |        |
| 2013-2014       | Nîmes           | L2              | 23         | 0          | CF+CdL          | 0+2             | 0               |                    | -                  | -                  |             | -           | -           | 25     | 0      |        |
| 2014-2015       | Nîmes           | L2              | 18         | 1          | CF+CdL          | 2+0             | 0               |                    | -                  | -                  |             | -           | -           | 20     | 1      |        |
| 2016-2017       | Lyon-La Duchère | N               | 21         | 0          | CF              | 1               | 0               |                    | -                  | -                  |             | -           | -           | 22     | 0      |        |
| 2017-2018       | Nîmes 2         | N3              | 12         | 0          |                 | -               | -               |                    | -                  | -                  |             | -           | -           | 12     | 0      |        |
| 2017-2018       | Nîmes           | L2              | 3          | 0          | CF+CdL          | 0               | 0               |                    | -                  | -                  |             | -           | -           | 3      | 0      |        |
| Totale carriera | Totale carriera | Totale carriera | 132        | 5          |                 | 8               | 0               |                    | -                  | -                  |             | -           | -           | 140    | 5      |        |